# أغسطس وايت
أغسطس وايت هو سياسي نيوزيلندي، (و. 1839  م). انتخب عضو مجلس النواب النيوزيلندي ‏.